# Vanimo
Vanimo – miasto w Papui-Nowej Gwinei, blisko granicy z Indonezją; stolica prowincji Sandaun.
Według danych szacunkowych na rok 2013 liczy 11 856 mieszkańców.
W mieście znajduje się port lotniczy Vanimo.